# Bava Beccaris
Fiorenzo Bava Beccaris (ur. 17 marca 1831 w Fossano, zm. 8 kwietnia 1924 w Rzymie) – włoski generał i polityk. Uczestniczył w wojnie krymskiej.

## Życiorys
Jest najbardziej znany ze zmasakrowania uczestników demonstracji głodujących robotników z maja 1898 w Mediolanie. Ponad 300 z nich zginęło, gdy wojsko Bavy Beccarisa użyło przeciw nim armat. Król Włoch Humbert I odznaczył później generała orderem za męstwo. Zabójca Humberta, Gaetano Bresci, tłumaczył, że zamach na króla miał być zemstą za tę masakrę.
16 czerwca 1898 był deputowanym do włoskiego senatu. W 1902 przeszedł na emeryturę. Popierał Narodową Partię Faszystowską.